# 1000.
◄ | 9. stoljeće | 10. stoljeće | 11. stoljeće | ►
◄ | 970-ih | 980-ih | 990-ih | 1000-ih | 1010-ih | 1020-ih | 1030-ih | ►
◄◄ | ◄ | 997. | 998. | 999. | 1000. | 1001. | 1002. | 1003. | ► | ►►
Astronomija • Knjige • Književnost • Kršćanstvo • Pravo • Promet

## Događaji
- proljeće – Lastovska bitka, oružani sukob između žitelja hrvatskog otoka Lastova i pomorskih snaga Mletačke Republike
- Oko 1000. – Uspostavljen Judikat Arboreja.

## Vanjske poveznice
|  | Zajednički poslužitelj ima još gradiva o temi 1000. |